# Giovana Perpétuo
Giovana Perpétuo dos Santos Floriano (Catanduva, 30 de janeiro de 1987) é uma futebolista brasileira, que atua como lateral-direita. Atualmente, joga pelo Santos.

## Biografia
Giovana Perpétuo nasceu na cidade de Catanduva, iniciou sua carreira no Catanduva FC. Atuou pela Francana, passou por Rio Preto e também atuou no futebol austríaco.
Em 2015, retornou ao país para jogar no São Paulo e, alguns meses depois, pelo Santos, clube pelo qual foi campeã do Campeonato Brasileiro e do Campeonato Paulista.
No ano de 2019, foi anunciada como reforço do São Paulo. Nesta passagem, ganhou a Série A2 do Campeonato Brasileiro de 2019 e a Brasil Ladies Cup de 2021. Em 14 de março de 2022, completou 100 jogos com a camisa do São Paulo, tornando-se a primeira mulher a alcançar o feito na história do clube.
No início de 2023, retorna ao Santos.

## Títulos

### Santos
- Campeonato Brasileiro: 2017[5]
- Campeonato Paulista: 2018[5]

### São Paulo
- Campeonato Brasileiro - Série A2: 2019[8]
- Brasil Ladies Cup: 2021[8]